# صوفيا أوليلكوفيتش رادزيويل
صوفيا أوليلكوفيتش رادزيويل (القديسة صوفيا من سلوتسك، الأميرة صوفيا من سلوتسك؛ 1 مايو 1585 - 19 مارس 1612) كانت قديسة مسيحية أرثوذكسية ليتوانية. كانت آخر سليل لعائلة أوليلكوفيتش-سلوتسك (أمراء سلوتسك و كوبل) الذين ينحدرون من الأمير ألغيردارس. طوبتها الكنيسة الأرثوذكسية عام 1983. سُميت كنيسة القديسة صوفيا من سلوتسك في مينسك باسمها.

## النشأة
ولدت صوفيا في 1 مايو 1585. توفيت والدتها في نفس العام، وتوفي والدها الأمير يوري سيمينوفيتش في 6 مايو 1586. نشأت صوفيا من قبل الأقارب البعيدين، أولاً من قِبَل يوري شودكيفيتش حاكم مقاطعة ساموغيتا (من عائلة شودكيفيتش) الذي أخذها إلى فيلنيوس، ثم من قٍبَل هيرونيموس شودكيفيتش حاكم مقاطعة برست.

## الزواج
بسبب الديون المستحقة على عائلة شودكيفيتش لعائلة رادزيويل، أصبح من المناسب إجراء زواج بين صوفيا ويانوش رادزيويل، أمير نياسيز وابن حاكم فيلنيوس الأمير كرزيستوف رادزيويل. في ذلك الوقت كانت صوفيا في الحادية عشرة من عمرها. تم تحديد موعد الزفاف بين صوفيا ويانوش في 6 فبراير 1600 في فيلنيوس. قبل حدوث ذلك، كان هناك خلاف بين عائلة شودكيفيتش و عائلة رادزيويل، من شبه المؤكد حول الترتيبات المالية التي كان حفل الزفاف مرهوناً بها. انتقلت القضية إلى المحكمة ولكن القرار كان لصالح عائلة رادزويل، ربما لأن القاضي الذي صدر الحكم كان جيرزي رادزويل.
بدلاً من قبول الحكم، تراجعت عائلة شودكيفيتش مع صوفيا إلى قلعتهم في فيلنيوس. جمع والد يانوش رادزويل 6000 جندي في فيلنيوس واستعد للمعركة ضد عائلة شودكيفيتش مع 2500 جندي. هدأ الوضع المتوتر فقط عندما وصل أربعة من أعضاء مجلس الشيوخ أرسلهم الملك البولندي سييسموند فاسا وبدأوا في حل الصراع من خلال المفاوضات. تم التوصل إلى حل وسط تم بموجبه إبطال مطالبات الملكية من عائلة رادزيويل ضد عائلة شودكيفيتش وتم تعويض الأخير عن تعاملهم مع أصول الأميرة صوفيا.

## الإيمان الأرثوذكسي
قدم يانوش رادزيويل إلتماساً للبابا كليمنت الثامن للحصول على إذن للزواج من صوفيا في 20 يوليو 1600. لأن صوفيا كانت مصرة على قرارها بالبقاء على الأرثوذكسية وتربية أي أطفال في الإيمان الأرثوذكسي، أدى ذلك إلى مناقشة مكتوبة حول موضوع الزواج بين الطوائف بين البابا وبطريرك القسطنطينية المسكوني. تسبب الاتحاد المسكوني لبرست عام 1596 في إعادة تنظيم الكنيسة البيلاروسية والكنيسة الأوكرانية من بطريركية القسطنطينية إلى الكرسي الرسولي في روما إلى حزن هائل على صوفيا لأنها لم تكن ترغب في التحول إلى الكاثوليكية، التي كانت تمارسها معظم شلختا البولندية والنبل الليتواني (على الرغم من أن زوجها يانوش، الذي كان كالفينياً) ليس على ما يبدو.
تم الزواج بين صوفيا ويانوش في إحدى كاتدرائيات بريست ليتوفسك ( برست الآن) وفقاً للطقوس الأرثوذكسية في 1 أكتوبر 1600. نظراً لقوة شغف صوفيا بمعتقداتها الأرثوذكسية، كانت مفيدة في إصدار تدابير تسمح لسكان أراضي أجدادها (في بيلاروس الحالية) باختيار البقاء الأرثوذكسيين بدلاً من التحول إلى الكاثوليكية. تم اتخاذ تدابير أخرى لمنع الكهنة الكاثوليك من استبدال الكهنة الأرثوذكس عندما يتوفَّونَ. كانت صوفيا سخية في تبرعاتها للكنائس والأديرة ورجال الدين. جزئياً بسبب جهودها، أصبحت سلوتسك معقل الأرثوذكسية ومركز ديني.
توفت صوفيا في الولادة (ليس كشهيد) في ميلينيك (أوميليفو)، بالقرب من بلدة تشيرفين في 19 مارس 1612 عن عمر 26 سنة. دُفنت في كنيسة قلعة الثالوث الأقدس في سلوتسك، توجد بقاياها حالياً في كاتدرائية الروح القدس في مينسك.
يوم عيدها هو 19 مارس في تقويم الكنيسة.